# Loreo
Loreo – miejscowość i gmina we Włoszech, w regionie Wenecja Euganejska, w prowincji Rovigo.
Według danych na rok 2004 gminę zamieszkiwało 3714 osób, 95,2 os./km².